# Музей П. П. Семёнова-Тян-Шанского
Музе́й П. П. Семёнова-Тян-Ша́нского — дом-флигель, в котором неоднократно бывал П. П. Семёнов-Тян-Шанский. Построен во второй половине XIX века и находится на территории усадьбы, расположенной в деревне Гремячка Милославского района Рязанской области.

## Информация о музее
Музей основан 14 января 1977 года. Здание музея является памятником истории и культуры федерального значения и подлежит государственной охране как дом, в котором в 1876—1913 годах неоднократно бывал русский учёный, географ, путешественник, естествоиспытатель, организатор первой переписи населения в России Пётр Петрович Семёнов-Тян-Шанский.

### История
П. П. Семёнов-Тян-Шанский приобрёл имение Гремячка Данковского уезда Рязанской губернии в 1859 году. Центром усадьбы являлся построенный в 1848 году и состоявший из тринадцати комнат главный барский дом, сгоревший в 1918 году. Вторым по значимости строением в усадьбе был каменный с двумя входами, крытый железом флигель. Это здание в 1876 году спроектировано и построено старшим сыном учёного Дмитрием Петровичем — в семейном кругу оно называлось белым флигелем. Для прогулок использовались центральная липовая аллея и посаженная Петром Петровичем в 1870 году аллея из серебристых тополей, которая вела к деревянному мостику через Ранову.
Флигель — единственное сохранившееся здание, бывшее в составе некогда большого имения великого русского учёного в Гремячке. После революции в него поселили шесть крестьянских семей, проживавших здесь до 1931 года. Затем в начале 1930-х годов здание приспособили под склад, в 1950-е — под шерстобитку. Впоследствии заброшенное здание подверглось быстрому разрушению. В 1971 году начались работы по реставрации, в 1974 году отреставрированный флигель был передан Милославскому районному отделу культуры, а в январе 1977 года в этом здании была открыта экспозиция «Жизнь и научная деятельность П. П. Семёнова-Тян-Шанского». В 1978 году в фонд музея поступили личные вещи учёного, которые подарила его внучка Вера Дмитриевна Семёнова-Тян-Шанская. В 1984 году музею присвоен статус народного, а с 2005 года мемориальный музей является муниципальным учреждением культуры. В 2007 году была открыта новая экспозиция, функционирующая и в настоящее время. Продолжаются работы по благоустройству территории музея — очистка парковой зоны, обустройство родника и площадки для отдыха.
Создатели и руководители музея
Ходатайствовал о восстановлении флигеля старожил села Мураевни Михаил Николаевич Дроздов, большой вклад в создание и открытие музея внёс проживавший в городе Пушкино Московской области геолог, краевед и общественный деятель Николай Михайлович Розанов (1912—1979). Продолжателем их дела стал учитель начальных классов красно-слободской начальной школы, заслуженный работник культуры Российской Федерации Владимир Александрович Мещеряков (1920—2010), руководивший музеем на протяжении тридцати лет. Их попечением и стараниями был восстановлен белый флигель, собрана коллекция мемориальных предметов и создан народный музей. Принявшие эстафету директора музея:
- Костюкова Александра Ивановна
- Данилкина Ольга Николаевна

### Экспозиции музея
Экспозиции музея рассказывают о родословной П. П. Семёнова-Тян-Шанского с XV века, о детстве и юности, проведённых в Рязанке и семейной жизни в Гремячке, об исследовательской деятельности учёного. В четырёх экспозиционных залах представлены сопровождавшие Петра Петровича предметы быта и личные вещи, его научные труды и исследования учеников:
- 1-й зал — «Гремячка — крестьянское хозяйство, помещичья усадьба». Воссозданы картины быта местных крестьян;
- 2-й зал — «Детство, юность, семья П. П. Семёнова-Тян-Шанского. Места, связанные с рождением и первыми годами жизни учёного»;
- 3-й зал — «П. П. Семёнов-Тян-Шанский — ученый, общественный и государственный деятель. Путешествие на Тянь-Шань»;
- 4-й зал — увековечение памяти учёного.

В мезонине музея работает экспозиция «История Мураевинской волости». Здесь представлены материалы, соответствующие описаниям Семёнова-Тян-Шанского в труде «Мураевинская волость» и его дочери Ольги Петровны в книге «Жизнь „Ивана“», а также коллекция старинных предметов домашнего обихода, которыми пользовались крестьяне Мураевинской волости.